# حسین نجابت
حسین نجابت (زاده ۱۳۳۲ شیراز) سیاستمدار، استاد دانشگاه و روزنامه نگار ایرانی است که دارای دکتری فیزیک هسته‌ای از دانشگاه دورهام انگلستان و مدرک مدیریت سیستمی از دانشگاه نیوکاسل است. او در دوره‌های هفتم، هشتم و نهم از حوزه انتخابیه تهران، ری، شمیرانات و اسلامشهر نماینده مجلس شورای اسلامی بوده‌است. 
وی در هر سه دوره مجلس، عضو فراکسیون اصولگرایان و عضو 
کمسیون انرژی بوده، و همچنین عضو هیئت رئیسه مجلس هفتم و قائم‌مقام مرکز پژوهش‌های مجلس شورای اسلامی و همچنین دبیر کمسیون ویژه بررسی برجام در دوره هشتم بوده‌است‌.
نجابت هم‌اکنون عضو هیئت امناء فرهنگستان علوم اسلامی قم است. او از نظر سیاسی متعلق به اردوگاه اصولگرایان و نزدیک به تشکل‌هایی نظیر جمعیت ایثارگران انقلاب اسلامی و جمعیت رهپویان انقلاب اسلامی است.